# Livre de Josué
Le Livre de Josué (en hébreu ספר יהושע sefer Yehoshua) est le sixième livre de la Bible hébraïque (premier Livre des Prophètes) ainsi que de l'Ancien Testament où il est le premier livre historique. Il fait suite au Pentateuque, qui se termine par la mort de Moïse aux portes de la terre promise. Le livre relate la conquête du pays de Canaan sous la direction de Josué, la destruction de leurs ennemis et la division du territoire entre les douze tribus d'Israël. Y figurent notamment l'épisode des « Trompettes de Jéricho » et la bataille où Josué arrête le soleil et la lune.

## Résumé
Le livre commence par une introduction où Dieu institue Josué comme chef du peuple et un discours de Josué qui suscite l'adhésion du peuple (chapitre 1). Le chapitre 2 traite de l'envoi des espions en Canaan et de leur rencontre avec Rahab à Jéricho. Dans les chapitres 3 et 4, les Israélites traversent le Jourdain avec l'arche à pied sec et érigent un monument commémoratif en souvenir de ce miracle. Le chapitre 5 décrit la circoncision de la génération née dans le désert et la célébration de la première Pâque en terre de Canaan. Les chapitres 6 à 12 racontent la conquête de Canaan. Elle commence par le centre du pays et la destruction spectaculaire de Jéricho dont les murs s'effondrent miraculeusement, c'est l'épisode des « Trompettes de Jéricho ». Elle se poursuit avec la prise de Aï oú des difficultés apparaissent à cause de l'infidélité commise par Akhan. Le récit de la conquête s'interrompt pour décrire la cérémonie sur le mont Ebal et le mont Garizim. La conquête du centre du pays se termine par l'alliance avec les Gabaonites. Apprenant cette alliance, cinq rois amorrites (des villes de Jérusalem, Lakish, Eglon (en), Hébron et Yarmouth) décident d'attaquer ensemble la ville de Gabaon pour la punir. Les troupes de Josué, liées aux Gabaonites par un serment, mettent en déroute les armées amorrites sur lesquelles Dieu fait tomber des grêlons. Le Soleil s'arrête sur l'ordre de Josué, qui peut ainsi les anéantir totalement. Après la conquête des territoires de Benjamin et d'Ephraïm, elle se poursuit par une campagne en direction du sud (chapitre 10) puis en direction du nord (chapitre 11) qui se termine par la prise d'Hazor. Le plus souvent la conquête des villes (Jéricho, Macéna, Lebna, Lakish, Heglon, Hébron, Debir...) est suivie de l'extermination de ses habitants selon les ordres donnés par YHWH
La deuxième partie du livre décrit le partage du pays entre les douze tribus d'Israël (chapitre 13 à 22) avec dans l'ordre : Ruben, Gad et une moitié de Manassé (en Transjordanie), Juda, Ephraïm, Manassé, Benjamin, Siméon, Zabulon, Issacar, Asher, Nephtali et Dan. Le livre s'achève sur deux discours de Josué au peuple. Dans un premier discours (chapitre 23), Josué rappelle les acquis de la conquête et avertit que la possession du pays est conditionnée à la fidélité à YHWH. Dans un deuxième discours qui a lieu à Sichem (chapitre 24), il reprend toute l'histoire d'Israël, puis il meurt et est enterré en Ephraïm.

## Composition
La composition du livre de Josué présente de forts parallèles avec les textes du Pentateuque. Par son sujet, la conquête de Canaan, il constitue l'aboutissement des promesses faites aux Enfants d'Israël. Dans le passé, la formation du livre était expliquée de manière parallèle à celle du Pentateuque. On y retrouvait l'assemblage des quatre sources de l'hypothèse documentaire. Le livre était considéré comme le sixième livre d'un Hexateuque qui regrouperait les livres de Genèse à Josué. Dans la recherche moderne, l'hypothèse documentaire est aujourd'hui largement abandonnée. La critique continue cependant à identifier dans le livre des rédactions de type deutéronomiste et sacerdotale. Elle considère généralement que le livre s'inscrit dans une série de textes allant du Deutéronome aux livres des Rois que les exégètes qualifient d'Historiographie deutéronomiste. Au cours du processus d'édition du Pentateuque, des rédacteurs ont pu vouloir harmoniser le contenu du Livre de Josué avec les Livres du Pentateuque afin de créer un Hexateuque, sans que finalement cette tentative n'ait eu d'effet sur la fixation du canon regroupant les cinq Livres du Pentateuque.
La première rédaction du livre intervient sans doute vers la fin de la monarchie judéenne sous le règne du roi de Juda Josias. Il existe de nombreuses variantes textuelles entre le texte massorétique, la Septante et les manuscrits de Qumrân. Ces écarts indiquent que le texte a dû être remanié jusqu'à une période tardive. La formation du livre de Josué peut se résumer de la manière suivante :
1. première édition contenant principalement les chapitres 1-12 au VIIe siècle av. J.-C. sous Josias ;
2. ajout de rédactions deutéronomistes aux VIe siècle av. J.-C. et Ve siècle av. J.-C. ;
3. rédactions principalement sacerdotales aux Ve siècle av. J.-C. et IVe siècle av. J.-C. (chapitres 3-5, 20-22 et 24 ; éventuellement aussi le chapitre 2) ;
4. ajouts divers encore jusqu'au IIe siècle av. J.-C.

Le récit de la conquête (chapitres 1 à 12) combine plusieurs rédactions deutéronomistes et sacerdotales. La division du pays selon les tribus d'Israël (chapitres 12 à 22) provient peut-être pour partie de documents administratifs, même si leur origine est mal identifiée. Le reste du texte est le produit d'auteurs sacerdotaux. Le chapitre 23 est la conclusion du livre par les rédacteurs deutéronomistes. Le chapitre 24 est un ajout plus tardif, datant probablement de la période perse. Il était peut-être conçu pour être la conclusion d'un Hexateuque.

## Historicité de la conquête
Le Livre de Josué raconte la conquête de Canaan par les hébreux libérés du joug de l'Égypte, puis son installation dans le pays de Canaan. Après 40 ans passés dans le désert, les Israélites prennent possession du pays. La chronologie interne des textes bibliques suggère une date pour l'Exode autour de 1445 av. J.-C. (selon le Livre des Rois, le Temple de Salomon est construit 480 ans après la sortie d’Égypte et si on considère que le règne de Salomon commence vers 960 av. J.-C.). Pour les historiens modernes, la période envisagée pour la conquête est plutôt autour de 1200 av. J.-C. Pour cette période, la stèle de Merneptah atteste la présence d'un groupe nommé Israël en Canaan,,, mais paradoxalement elle en annonce la destruction.

### Contexte archéologique
Jusque dans les années 1960, le récit de la conquête militaire était accepté comme une réalité historique. La théorie d'une conquête de Canaan au XIIIe siècle av. J.-C. a été défendue par les archéologues William Foxwell Albright et Yigaël Yadin, notamment à la suite des fouilles d'Hazor. Depuis les années 1970, les fouilles archéologiques des sites mentionnées dans le Livre de Josué ont montré qu'il n'y a pas eu de campagne militaire de grande ampleur aux XIIIe – XIIe siècle av. J.-C.. La plupart des historiens s'accordent aujourd'hui pour dire que la majorité des récits de la conquête telle qu'elle est décrite dans le Livre de Josué ne correspond pas à la réalité historique,,,,,.
Des sites emblématiques de la conquête tel que Jéricho, Aï et Gabaon ne sont pas occupés au bronze récent ou sont des villages insignifiants. Les fouilles de Jéricho dans les années 1950 ont montré que la datation de la conquête à l'époque ramesside est invalide. Jéricho était une cité florissante à l’âge du bronze ancien, mais au bronze récent, elle est devenue une petite bourgade sans mur d'enceinte avant d'être abandonnée. La ville n'est pas fortifiée au moment où Josué est censé la conquérir en faisant s'abattre ses murailles. Cela vaut aussi pour la conquête de la ville d'Aï, dont le nom signifie d'ailleurs « monceau de pierres » en hébreu. Yarmouth, l'une des villes des cinq rois amorrites coalisés contre Gabaon est elle aussi inhabitée. D'autres sites cananéens situés dans les plaines tels que Lakish, Afek ou Megiddo subissent effectivement des destructions à la fin du bronze récent, mais celles-ci s'étalent sur plus d'un siècle. La destruction d'Hazor (milieu du XIIIe siècle av. J.-C.) précède de 100 ans celle de Lakish (milieu du XIIe siècle av. J.-C.). Le déclin des cités cananéennes est un long processus qui s'inscrit dans un phénomène plus général qui affecte tout le bassin oriental de la Méditerranée ,,. À l'exception peut-être d'Hazor qui subit une destruction à la fin du bronze récent, l'archéologie ne confirme pas l'idée d'une campagne militaire massive et destructrice à cette époque contre les villes décrites dans le récit du Livre de Josué. Seules les destructions de Hazor et Béthel peuvent éventuellement être attribuées aux Israélites. Les préoccupations des rédacteurs du Livre de Josué sont plus théologiques qu'historiques.
L'opinion la plus courante désormais chez les historiens et archéologues est que, comme le résume L. Grabbe dans sa synthèse sur l'état de la recherche sur le sujet en 2016, « malgré les efforts de certains fondamentalistes, il n'y a aucun moyen de sauver le texte biblique en tant que description d'un événement historique. Une grande population d'Israélites, vivant dans leur propre partie du pays, n'a pas quitté une Égypte dévastée par divers fléaux et dépouillée de ses richesses et passé quarante ans dans le désert avant de conquérir les Cananéens. »

### La conquête et l'apparition des Israélites en Canaan
Le modèle de la conquête avait été proposé pour expliquer le processus de peuplement des hautes terres de Canaan par les Israélites. Peu d'historiens défendent encore cette thèse car elle ne rend pas compte la situation de Canaan au début de l'âge du fer. Elle ne reflète pas le processus de peuplement des Israélites en Canaan. Contrairement à la guerre éclair décrite dans le Livre de Josué, l'archéologie montre que l'apparition des Israélites dans les monts de Judée et d'Ephraïm est un processus long et complexe. Il s'inscrit dans le cadre des bouleversements qui ont accompagné la fin du bronze récent au Proche-Orient. L'affaiblissement économique des cités cananéennes des plaines a probablement favorisé le développement des hautes terres et, avec lui, la formation de l'identité israélite. L'archéologie permet de tracer l'apparition des Israélites dans les hautes terres de Canaan au début de l'âge du fer. Entre l'âge du bronze et l'âge du fer, la culture matérielle des hautes terres présente une évolution complexe caractérisée par des ruptures et des continuités. Au XIIe – XIe siècle av. J.-C., les hauts plateaux et les régions marginales du Néguev se distinguent des régions de la plaine côtière. Elles se distinguent aussi de la culture matérielle de l'âge du bronze récent. Les communautés qui s'y développent alors sont identifiées comme les communautés "proto-israélites" à l'origine des royaumes qui se structureront ensuite pendant l'âge du fer. L'archéologie montre aussi une continuité de la  culture matérielle aux alentours des XIIIe – XIIe siècles av. J.-C., prouvant ainsi que les mêmes peuples vivaient en terre de Canaan avant et après l'époque ramesside, à la date supposée de l'Exode. Le futur Israël serait donc issu en partie de la population cananéenne autochtone, et non d'un peuple conquérant venu d’Égypte.
L'expulsion des Hyksôs d'Égypte en direction de la Palestine a aussi été proposée comme la base des traditions relatives à l'Exode. Thomas Römer souligne que l'écart chronologique entre la fin du bronze moyen et l'émergence des Israélites au début de l'âge du fer est trop grand pour que cette hypothèse soit vraisemblable, même si le souvenir des Hyksôs a pu exercer une influence sur la construction du récit de l'Exode.

### Datation de la conquête au bronze moyen
L'hypothèse d'une datation « haute » propose de replacer la période de l'Exode et de la conquête dans le contexte de la fin de l'âge du bronze moyen (XVIIe – XVIe siècle av. J.-C.) qui voit  l'éruption minoenne ainsi que l'expulsion des Hyksôs. J. Bimson en 1978 soulignait que la plupart des sites concernés comportent des preuves de destruction à la fin du bronze moyen et supporteraient donc une datation « haute » de l'Exode qui devrait précéder ces destructions. Cependant, sa tentative de postdater ces destructions au XVe siècle av. J.-C. pour coller à son interprétation des dates proposées dans la Bible rend son hypothèse marginale et n'a pas été suivie. Considérant le lien entre l'Exode et l'éruption minoenne comme une option sérieuse, Bruins et Vander Plicht ont suggéré dans un article de 1996 que les écarts en datations absolues au carbone 14 entre l'éruption et la destruction de Jéricho à la fin du bronze moyen pourraient supporter la période de 40 années dans le désert tel que rapporté par le récit biblique.

## Thèmes et théologie

### Traditions et récits étiologiques
Si le livre de Josué est une construction littéraire sans valeur historique sur la période qu'il prétend décrire, il reflète cependant la période où les récits ont été mis par écrit. Le corps des récits a été composé au plus tôt à partir du VIIe siècle av. J.-C.. Les rédacteurs y décrivent le passé à la lumière de leur époque. Plusieurs siècles séparent les évènements de leur mise par écrit. Pour Axel Knauf, le Livre de Josué contient au mieux un vague et très lointain souvenir de l'époque finale du bronze récent (v. 1350-1200 av. J.-C.) comme un temps de coexistence de cités-états, mais il reflète plus son contexte de rédaction (et aussi celui des sources sur lesquelles ses auteurs se sont appuyés) : « Dans le cas de Josué, essentiellement un produit de la première période perse (500–400 avant notre ère), environ 50 % de la « mémoire historique » contenue dans le livre provient de cette période qui pourrait être définie comme le « présent » du livre. Un autre 25 pour cent provient du VIIIe au VIe siècle av. J.-C., beaucoup moins des Xe et IXe siècles av. J.-C., et presque rien de la transition Bronze récent-Fer (v. XIIe siècle av. J.-C.) ».
Les récits des campagnes militaires se basent peut-être sur des sources écrites plus anciennes ou sur de vagues traditions orales. Dans quelques cas, les récits peuvent conserver la mémoire d'évènements datant du début de l'âge du fer. Dans le cas de Hazor, sa description comme étant « à cette époque, la tête de tous ces royaumes » correspond bien à la réalité du second millénaire. Hazor était une puissante cité cananéenne. La mémoire de la destruction de cette cité a pu se transmettre parmi les populations cananéennes et être intégré aux traditions israélites qui ont ensuite attribué à Josué la responsabilité de cette destruction.
Certains récits préservent peut-être des anecdotes sur des guerres anciennes, d'autres récits sont complètement inventés, telle la prise de Jéricho et d'Aï. Pour décrire la conquête des territoires du sud, les rédacteurs prennent peut-être modèle sur la campagne militaire de Sennacherib contre le royaume de Juda au VIIe siècle av. J.-C.. Les rédacteurs s'inspirent peut-être aussi de traditions locales, telle que l'installation des Calébites à Hébron. La narration intègre des éléments traditionnels tels que des récits étiologiques liés à la tribu de Benjamin. La conquête du territoire de Benjamin présente plusieurs passages qui  relient le cadre géographique à des faits mythiques : le nom de la vallée d'Akhor tirerait son nom du malheur qui s'abat sur Israël à la suite du péché d'Akhan (Js 7,26) ; la présence d'un tas de pierre sur les ruines d'Aï (dont le nom signifie justement « ruine ») marquerait l'emplacement de la sépulture du roi de la ville. Aï avait été une ville fortifiée au bronze ancien et les ruines de ses fortifications devaient rester encore suffisamment impressionnantes au début de l'âge du fer pour attirer l'attention des Israélites. De même, d'énormes pierres scellent l'entrée d'une grotte à proximité de la ville de Makkéda. Chez Josué, elles servent à obstruer la grotte où se sont retrouvés enfermés de puissants rois. Ces récits précisent que ces éléments remarquables « existent encore de nos jours » (Js 10,27).
Les rédacteurs ont connaissance d'éléments tribaux au sud de Juda. Ils indiquent la présence des « clans » plus ou moins associés à la tribu de Juda comme les Calébites, les Qénites ou les Qénizzites. Dans les récits, ces groupes subissent une sorte de « déclassement » et leur statut est ramené à celui de simple clan et non de tribu. Cette diversité ethnique n'a pas de parallèle dans la description des tribus du nord. Cela semble indiquer que les rédacteurs avaient une faible connaissance de la structure tribale à l'origine du royaume d'Israël.

### La traversée du Jourdain, Gilgal et Jéricho

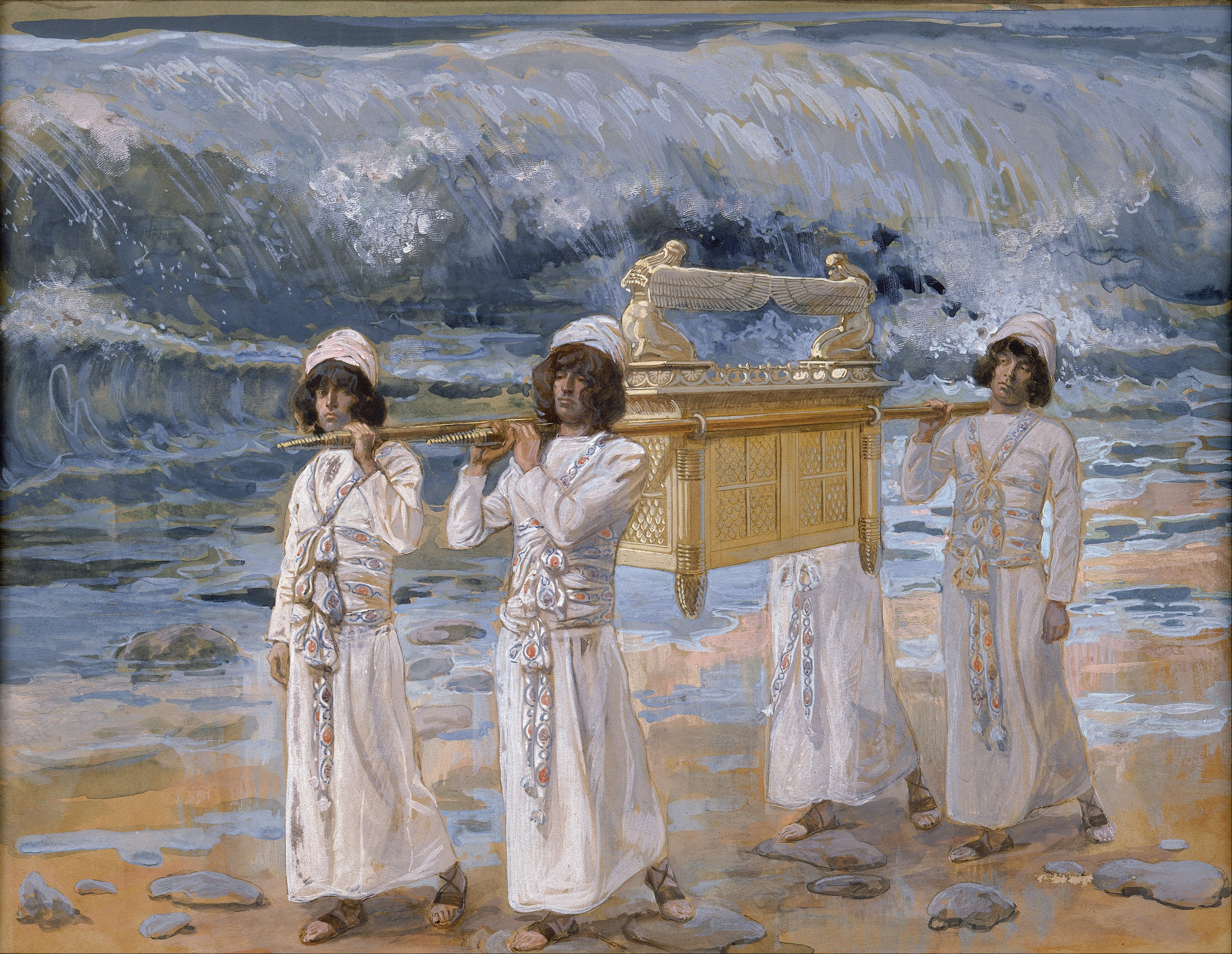
L'arche traverse le Jourdain, James Tissot (c. 1896-1902) (musée juif de New York)

Les premiers épisodes de la conquête insistent sur le rôle des prêtres et ont un fort caractère rituel. La traversée du Jourdain est une référence directe à la traversée de la mer Rouge. Dans les deux cas, la rédaction finale du récit de passage relève de la tradition sacerdotale. Le récit donne une place importante à l'arche d'alliance et aux prêtres. Ce sont les prêtres, et non les Lévites, qui ont la responsabilité de transporter l'arche, contrairement à la prescription du Premier Livre des Chroniques (1Ch 15,2) qui réserve cette tâche aux Lévites. La mention de l'arche est sans doute un ajout postérieur au récit original. Cet intérêt pour le rôle de l'arche et des prêtres est caractéristique des milieux sacerdotaux. Le passage rituel du Jourdain est peut-être une allusion à une cérémonie de commémoration de l'Exode pratiquée dans le royaume d'Israël. Les prophètes Amos et Osée font allusion à des cérémonies qui avaient lieu au VIIIe siècle av. J.-C. dans les sanctuaires de Béthel et de Guilgal (Am 5; Os 5,15; Os 9,15).

### La conquête, le royaume de Juda et la période post-exilique
La plupart des historiens voit dans le récit de la conquête une construction littéraire des scribes judéens du VIIe siècle av. J.-C. Le récit reflète la situation politique dans le royaume de Juda vers la fin de la monarchie.
Cette construction littéraire et théologique exprime les revendications territoriales du roi Josias sur les anciens territoires du royaume d'Israël. Celui-ci a disparu à la suite de sa conquête par les Assyriens à la fin du VIIIe siècle av. J.-C. Sa population a été déportée. Dans le Livre de Josué, les scribes du royaume de Juda construisent un récit de propagande qui veut montrer que le pays a été donné dans sa totalité par Yahvé aux Israélites et que les autres peuples n'ont aucun droit sur cette terre. Seuls les Israélites en sont les habitants légitimes en vertu de l'alliance passée avec Yahvé. Josué offre un précédent historique à Josias pour ses ambitions territoriales. Les attaques contre les Cananéens s'adressent aux Assyriens et aux populations étrangères qui résident dans le pays. Le récit de la conquête s'inspire des textes de la propagande militaire assyrienne. Le dieu d'Israël endosse le caractère militaire du dieu Assur. Dans les récits des campagnes assyriennes, les dieux assyriens assurent la victoire sur les peuples conquis. Dans le Livre de Josué, le récit  composé au VIIe siècle av. J.-C. indique que c'est Yahvé qui a permis la victoire et qui garantit la possession du pays. La rhétorique violente du livre reprend celle des Assyriens.
Le récit de la conquête s'intéresse plus particulièrement au territoire attribué traditionnellement à la tribu de Benjamin. L'essentiel du récit de la conquête se concentre en fait sur Jéricho, Aï et Gabaon (chapitres 2, puis 6 à 9). La description de la conquête du reste de la terre d'Israël est plus sommaire : le chapitre 10 relate la conquête du sud et le chapitre 11 celle du nord. L'intérêt porté au territoire de Benjamin traduit l'intérêt plus spécifique du royaume de Juda pour les zones limitrophes qui constituaient la frontière sud du royaume d'Israël. Elle reflète la politique menée par Josias pour prendre le contrôle de ces zones frontalières. L'histoire des Gibéonites qui prétendent venir d'une contrée lointaine et veulent faire alliance avec les Israélites reflète la situation politique du VIIe siècle av. J.-C. Lorsque le royaume de Juda cherche à s'étendre vers le nord, il se retrouve 
confronté aux populations non israélites installées par les Assyriens. L'histoire des Gibéonites et de leur alliance avec les Israélites permet de proposer un modèle pour l'intégration de ces populations non israélites..
La critique biblique remarque que le récit de la conquête selon le Livre de Josué est différent de celui du Livre des Juges. Dans le livre de Josué, la conquête est destructrice et totale. Les peuples autochtones sont exterminés. Le récit insiste sur l’origine étrangère des Israélites par rapport aux populations cananéennes qui habitaient le pays. Dans le Livre des Juges, la conquête n'est pas totale. Les Cananéens continuent à habiter dans le pays. La théologie développée dans le Livre de Josué est que la terre d'Israël a été conquise dans une opération inspirée et guidée par Dieu. Elle a été menée conjointement par les douze tribus d'Israël sous la conduite d'un chef charismatique, Josué. Le récit souligne l'unité d'action des douze tribus dans la conquête. Il est à replacer dans le contexte post-exilique du Ve siècle av. J.-C. lorsque des exilés juifs de Babylonie se réinstallent en Judée. Ils sont alors confrontés aux populations israélites restées sur place et aux populations étrangères déportées par les Babyloniens. Le Livre de Josué fait le choix d'une politique radicale face aux problèmes posés lors de la réinstallation des exilés babyloniens. Le projet utopique retenu est celui du remplacement d'une population locale idolâtre par une population importée, fidèle à Yahvé.

### La possession du pays
Le Livre de Josué reprend la théologie développée par les milieux deutéronomistes qui veut que la terre de Canaan ait été donnée en totalité aux Israélites à la suite de l'alliance conclue avec Yahweh. La fin du récit (chapitre 23) donne des explications pour la perte du pays. Ce passage se comprend dans le contexte des périodes néo-babylonienne ou perse alors que les judéens ont perdu la souveraineté sur leur terre. Même si la terre a été donné par Dieu, cet acquis peut être perdu en cas d'infidélité des Israélites à leur dieu.
Josué mène une campagne destructrice contre les habitants de Canaan, ce qui ne va pas sans poser des problèmes moraux au lecteur contemporain face à une telle violence. Dieu ordonne l'extermination de villes entières qui ne sont même pas en guerre contre les Israélites. Cette violence doit se comprendre comme une construction narrative qui porte un message idéologique. L'idée d'une extermination totale des Cananéens est une vision théologique qui va de pair avec l'idée que YHWH est celui qui donne la victoire. La prise de Jéricho n'est par exemple pas le résultat des efforts guerriers de Israélites. Les Israélites réalisent une procession rituelle de l'arche autour de la ville et Dieu assure la chute de ses défenses. Comme YHWH donne la victoire, tout lui revient. Les Israélites doivent consacrer tout le butin à Dieu et les Cananéens doivent complètement disparaître.

### Josué, Moïse et Josias
Le livre présente de nombreux parallèles avec le Pentateuque qui rapprochent la personnalité de Josué de celle de Moïse :
- Dans le Deutéronome, Josué est déjà désigné comme celui qui prendra la suite de Moïse pour faire entrer les Israélites en Canaan (Deutéronome 3,28 et Dt 3,28),
- L'histoire des explorateurs qui séjournent chez Rahab (Js 2) fait écho au récit des explorateurs du Livre des Nombres (Nb 13). Contrairement au récit des Nombres, celui de Josué a une issue positive pour les Israélites : dans les Nombres, les explorateurs dissuadent les Israélites d'entrer en Canaan car ses habitants sont redoutables. Dans Josué, les habitants du pays tremblent déjà devant les Israélites. En Josué 15,14, Caleb expulse d'ailleurs les fils d'Anak qui avaient tant effrayés les explorateurs en Nombres 13,28,
- la traversée du Jourdain renvoie à la traversée de la mer Rouge d'Exode 14,
- la vision du « chef de l'armée de YHWH » par Josué en Josué 5,13-15 renvoie à la vocation de Moïse en Exode 3,
- le livre se termine sur la mort de Josué de même que le Deutéronome se termine par la mort de Moïse,
- la cérémonie sur le mont Ebal en Josué 24 réalise la prescription de Deutéronome 27.

Le texte présente aussi Josué comme un personnage royal. Tout comme un monarque assyrien, Josué reçoit un oracle favorable avant de partir au combat. En tant que chef militaire, il est l'égal des rois des cités cananéennes. Cette personnalité royale fait le parallèle avec le roi de Juda Josias. Josué comme Josias rassemblent tout le peuple pour lui lire le Livre de la Loi (Js 8,30-35 et 2R 23,2-3). Josué n'est pourtant pas présenté comme un judéen mais comme un éphraïmite : il se voit attribuer une ville en Ephraïm (Js 19,49-50). Or le territoire d'Éphraïm correspond au royaume d'Israël. Cette personnalité nordiste permet de faire le pendant du roi judéen Josias. Josué qui rassemble le pays sous son commandement s'apparente à Josias qui a les mêmes prétentions.

## Opposition à l'héliocentrisme
Pour contredire les astronomes Nicolas Copernic puis Galilée qui sont deux partisans de la théorie physique de l'héliocentrisme selon laquelle la Terre tourne autour du Soleil, leurs opposants se sont beaucoup appuyé sur le passage du Livre de Josué où Dieu arrête la course du Soleil à la demande de Josué.
De Copernic, le réformateur Luther laisse entendre qu'il est un sot, avant que la Sainte Inquisition ne déclare sa thèse incompatible avec les Saintes Écritures. En conséquence, son ouvrage De revolutionibus Orbium Coelestium paru en 1543, est mis à l'Index à partir de 1616.